# Provincia de Safí
Safí (en árabe: آسفي) es una provincia de Marruecos, en la región de Marrakech-Safí. Tiene el mismo nombre que el de su prefectura, Safí.
Tenía, en 2004, 881 007 habitantes.

## Demografía
| 822 564                              | 881 007 | 941 825 |
| 1994, 2004 : censo ; 2012 : cálculo. |         |         |

## División administrativa
La provincia de Safí consta de 5 municipios y 29 comunas:

### Municipios
- Echemmaia
- Jamaat Shaim
- Safí
- Sebt Gzoula
- Youssoufia

### Comunas
| - Atiamim - Atouabet - Ayir - Bouguedra - Dar Si Aissa - El Beddouza - El Gantour - El Ghiate - El Gouraani - Esbiaat | - Hrara - Ighoud - Jdour - Jnane Bouih - Khatazakane - Laamamra - Labkhati - Lahdar - Lakhoualqa - Lamaachate | - Lamrasla - Lamsabih - Moul El Bergui - Oulad Salmane - Ras El Ain - Saadla - Sidi Aissa - Sidi Chiker - Sidi Ettiji |